# 500 miles d'Indianapolis 1913
Les 500 miles d'Indianapolis 1913, courus sur l'Indianapolis Motor Speedway et organisés le 30 mai 1913, ont été remportés par le pilote français Jules Goux sur une Peugeot.

## Grille de départ
| Ligne | Intérieur        | Intérieur centre | Extérieur centre | Extérieur      |
| 1     | Caleb Bragg      | Albert Guyot     | Billy Liesaw     | Robert Evans   |
| 2     | Don Herr         | Harry Grant      | Jules Goux       | Teddy Tetzlaff |
| 3     | Bill Endicott    | Harry Endicott   | Billy Knipper    | Ralph DePalma  |
| 4     | Théodore Pilette | Gil Andersen     | Willie Haupt     | Charles Merz   |
| 5     | Johnny Jenkins   | Vincenzo Trucco  | Spencer Wishart  | Howdy Wilcox   |
| 6     | Bob Burman       | Ralph Mulford    | Louis Disbrow    | Joe Nikrent    |
| 7     | Jack Tower       | Paolo Zuccarelli | George Clark     |                |

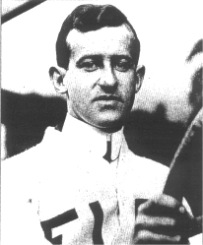
Caleb Bragg, poleman par tirage au sort de l'édition 1913 de l'Indy 500.

Grille de départ établie par tirage au sort, sous réserve pour les engagés d'avoir réalisé lors des essais une moyenne sur un tour supérieure à 121 km/h.
La meilleure moyenne des qualifications est à mettre au crédit de Jack Tower avec un tour en 141,99 km/h de moyenne.

## Classement final

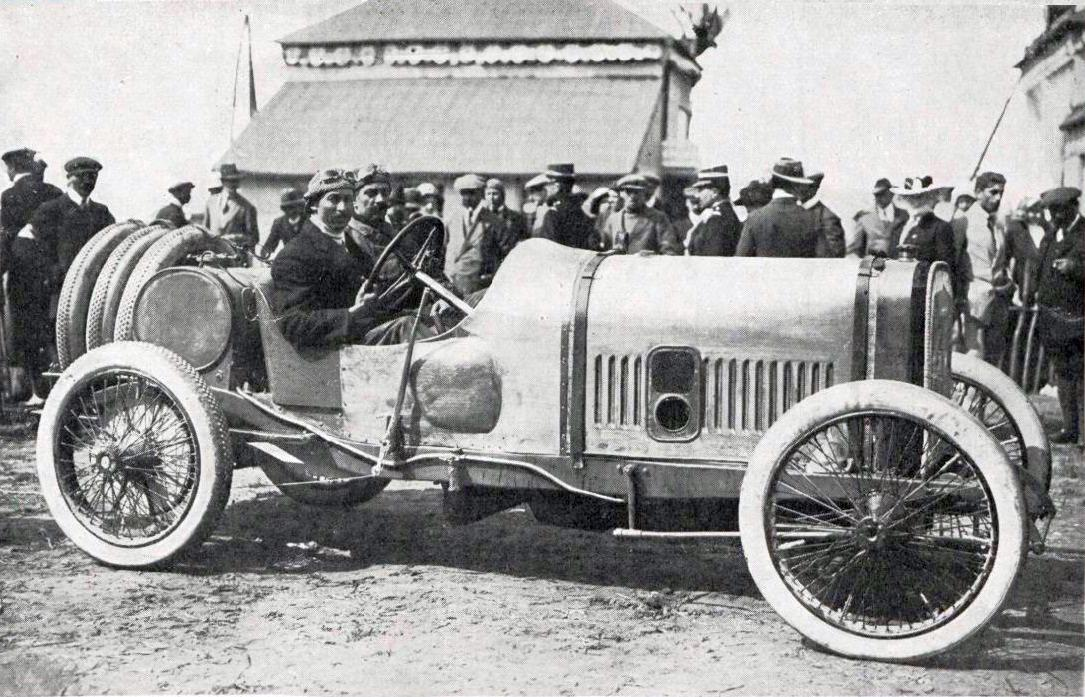
Jules Goux avant le départ...

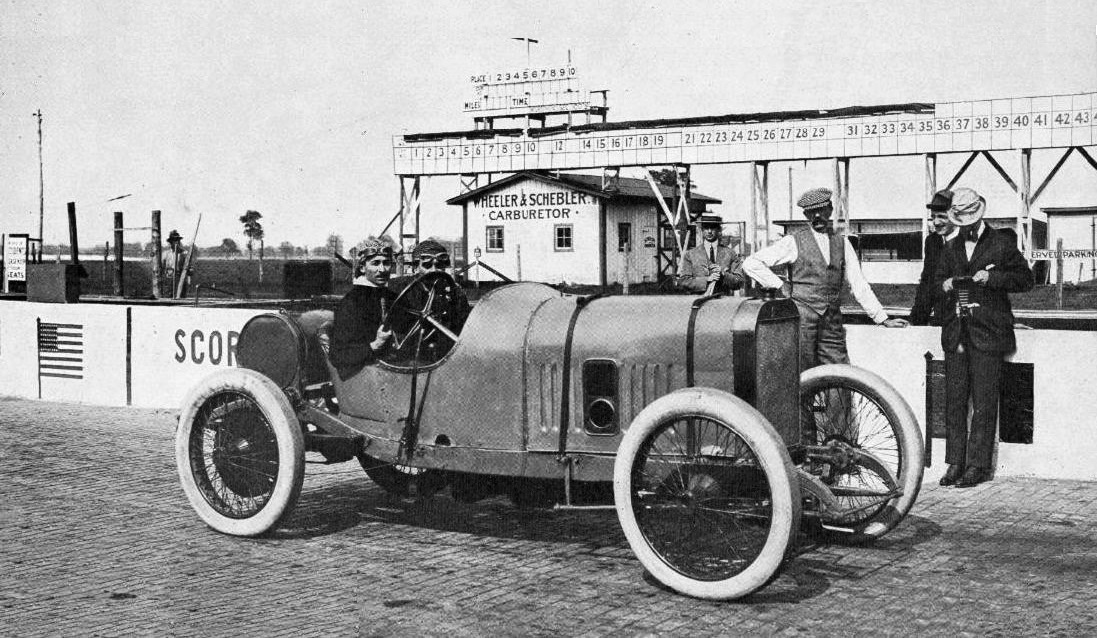
...d'Indianapolis 500 en 1913.

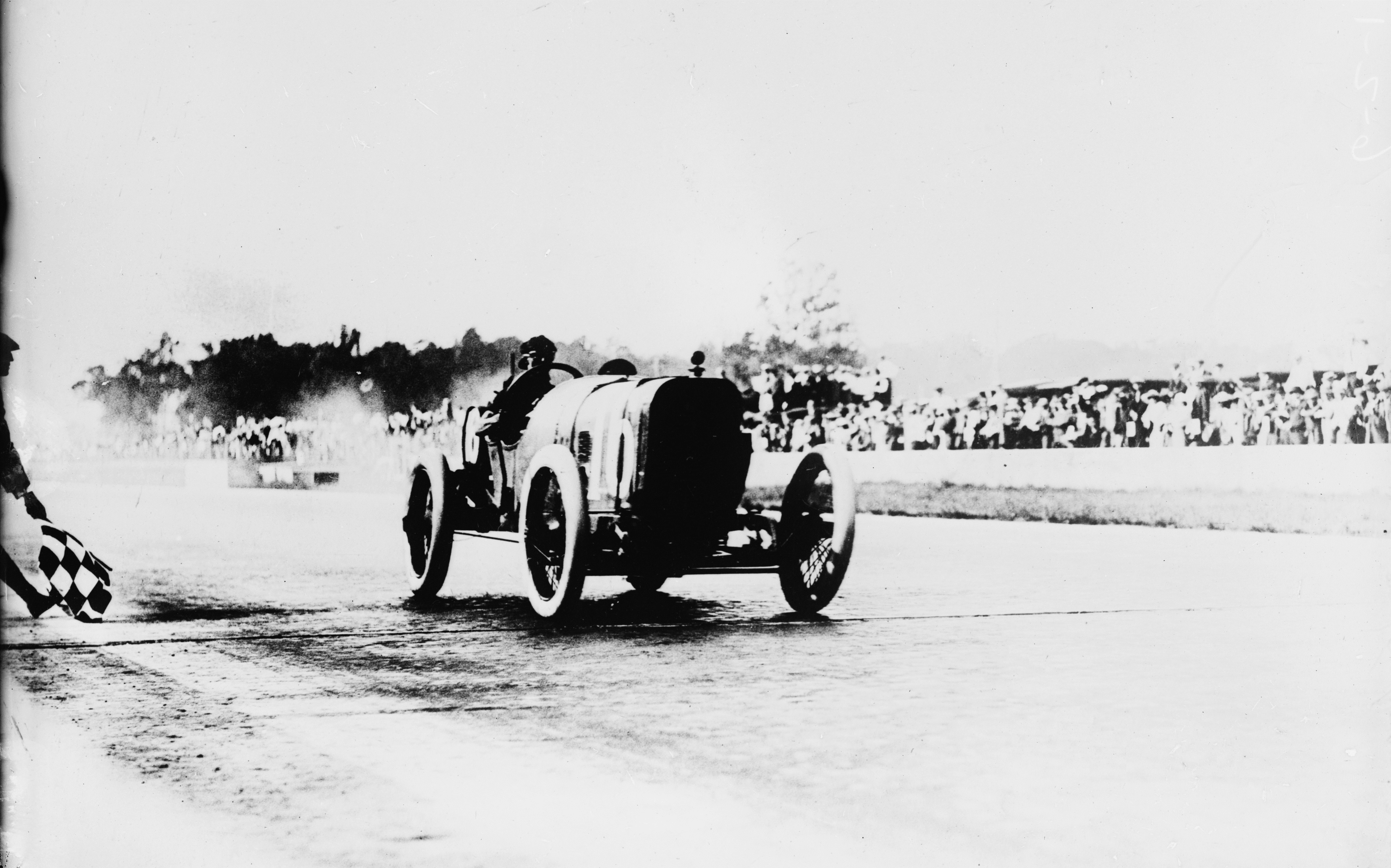
Goux, vainqueur…

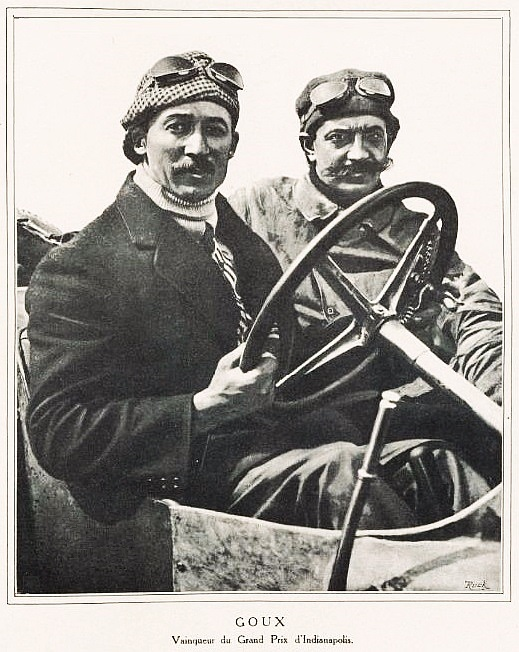
… de l'édition 1913 de l'Indy 500 (mécanicien embarqué Émile Begin).

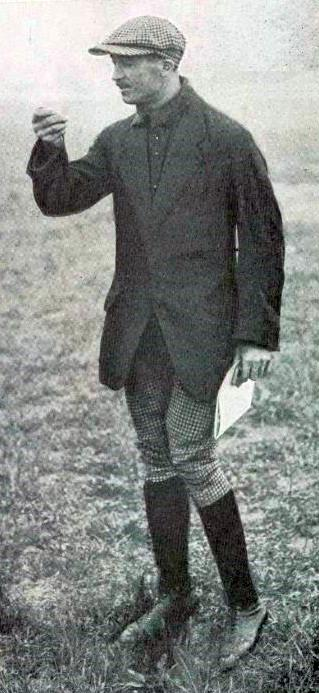
Goux, toujours à Indianapolis en 1913.

| Pos. | Pilote           | Voiture                | Tours | Temps/Abandon     |
| 1    | Jules Goux       | Peugeot                | 200   | 6 h 35 min 05 s   |
| 2    | Spencer Wishart  | Mercer                 | 200   | 6 h 48 min 13 s   |
| 3    | Charlie Merz     | Stutz-Wisconsin        | 200   | 6 h 48 min 49 s   |
| 4    | Albert Guyot     | Sunbeam                | 200   | 7 h 02 min 58 s   |
| 5    | Théodore Pilette | Mercedes-Knight        | 200   | 7 h 20 min 13 s   |
| 6    | Howdy Wilcox     | Gray Fox-Pope Hartford | 200   | 7 h 23 min 26 s   |
| 7    | Ralph Mulford    | Mercedes               | 200   | 7 h 28 min 05 s   |
| 8    | Louis Disbrow    | Case                   | 200   | 7 h 29 min 09 s   |
| 9    | Willie Haupt     | Mason-Duesenberg       | 200   | 7 h 52 min 35 s   |
| 10   | George Clark     | Tulsa-Wisconsin        | 200   | 7 h 56 min 14 s   |
| 11   | Bob Burman       | Keeton-Wisconsin       | 200   |                   |
| 12   | Gil Andersen     | Stutz-Wisconsin        | 187   | mécanique         |
| 13   | Robert Evans     | Mason-Duesenberg       | 158   | embrayage         |
| 14   | Billy Liesaw     | Anel-Buick             | 148   | mécanique         |
| 15   | Caleb Bragg      | Mercer                 | 128   | mécanique         |
| 16   | Billy Knipper    | Henderson-Duesenberg   | 125   | embrayage         |
| 17   | Teddy Tetzlaff   | Isotta                 | 118   | train roulant     |
| 18   | Joe Nikrent      | Case                   | 67    | roulement de roue |
| 19   | Jack Tower       | Mason-Duesenberg       | 51    | accident          |
| 20   | Vincenzo Trucco  | Isotta                 | 39    | mécanique         |
| 21   | Harry Endicott   | Nyberg                 | 23    | transmission      |
| 22   | Paolo Zuccarelli | Peugeot                | 18    | roulement de roue |
| 23   | Ralph DePalma    | Mercer                 | 15    | roulement de roue |
| 24   | Harry Grant      | Isotta                 | 14    | mécanique         |
| 25   | Johnny Jenkins   | Schacht                | 13    | mécanique         |
| 26   | Don Herr         | Stutz-Wisconsin        | 7     | embrayage         |
| 27   | Bill Endicott    | Case                   | 1     | mécanique         |

## Sources
- (en) « Résultats complets », sur indy500.com (site officiel)